# 神々の深き欲望
『神々の深き欲望』（かみがみのふかきよくぼう、The Profound Desire of the Gods）は、1968年公開の日本映画。今村昌平監督。今村プロダクション製作、日活配給。カラー / ワイド / 175分。

## 概要
1962年に俳優小劇場で今村が演出、脚本を手がけ、北村和夫、露口茂らの出演で上演された『パラジ 神々と豚々』が下地になっていて、構想6年、撮影に2年の歳月を費やし映画化したものである。社団法人・映画輸出振興協会による輸出映画産業振興金融措置の融資を受けて、製作された映画である。しかし、この作品の撮影で予算を使い過ぎてしまい今村プロダクションは、破綻寸前となってしまう。そのため今村はしばらく映画から離れることとなった。
今村作品では初のカラー作品で、赤土や太陽の暑さを描くために、赤味のあるアグファ社のカラーフィルムを使用した。アメリカ統治下の沖縄の南大東島、波照間島などで撮影が行われた。南大東島では砂糖運搬に使われていた蒸気機関車の撮影を行ったが、当時は既に廃車となっており自走できなかったことから、後ろからディーゼル機関車で押して再現している。このような離島ロケや高額な機材を用意したことが予算超過の原因とされる。
竹中労『鞍馬天狗のおじさんは』（ちくま文庫）において、嵐寛寿郎がこの作品の撮影の過酷さを吐露している。今村が本作とは別に撮っていた映画『東シナ海』のロケで沖縄にいた嵐寛寿郎は「たったの1時間で石垣島までいける、もう1本撮りましょうや」と監督の今村に口説かれて首を縦に振ったところ、「1時間やったら、ギャラかせいでもええなあ。これが間ちがいのもとや、何が1時間ですか、南大東島まで持っていかれた。誘拐ですわゆうたら、1時間のはずが3カ月、半年、1年ちかく撮影かかりました。もうむちゃくちゃダ、暑いの何のムシ風呂でおます南大東島。」と語り、撮影に入る経緯を語っている。また、「おまけに今村昌平、自分ばかり女抱いとる。あの沖山秀子。これが頭おかしゅうなった、ビルから跳びましたやろ。7階も上から。ほてから生命たすかった、バケモノや。」「男優かて三國連太郎、破傷風にかかって、足1本なくすところでおましたんやで。それでも、まだこりずに、ゼニもらわんと、自費でやってきよりますのや。変なのばっかり。沖山秀子、監督と毎日オメコしとる、かくし立てしまへん。」等といった告白もしており、嵐自身も何度か撮影が嫌になって逃げ出したことがあったという。この映画の出来自体は「これほど印象深い作品はおまへんな。ブルーリボンの助演男優賞とった。本番18回のおかげや。ゆうたらまあ芸術映画ダ、キネマ旬報のベストワン。娯楽作品としても立派な出来やった」と述懐している。
嵐寛寿郎が言うように、本作は第42回キネマ旬報ベスト・テン日本映画第1位にランクインされたほか、第23回毎日映画コンクール日本映画大賞・脚本賞・助演男優賞を受賞した。1999年にキネマ旬報社が発表した「映画人が選ぶオールタイムベスト100・日本映画編」では55位にランクインされた（同じ順位に『キッズ・リターン』『台風クラブ』など）。

## あらすじ
現代文明から隔絶された南海の孤島を舞台に、神話の伝統を受け継いで生活する島人と近代化との相克、日本人の根源的な生と性を描いている。
今から20年ほど前、原始的な農耕と土俗信仰に生きている南海の島・クラゲ島に暴風と津波が襲う。嵐が過ぎ去ると、神田（神さまに供える米を作る田）に真っ赤な巨岩が立っているのを島民が発見し、この凶事の原因を詮議する。竜立元（りゅう りゅうげん）は原因を島の神事を司る太根吉（ふとり ねきち）が妹のウマと淫らな行為をしていることが神の怒りにふれたと考え、彼を鎖でつなぎ、穴を掘って巨岩の始末をするように命じ、ウマを情婦にした。その日から根吉の息子・亀太郎は若者から疎遠された。
そこに東京から製糖会社の測量技師・刈谷が水源調査のためにやってきた。亀太郎は精糖工場長も務める竜に頼んでもらって刈谷の助手になった。二人は島内の随所で水源調査を行うが、島民から妨害を受けて水源発見の情熱を失ってしまう。ある日、刈谷は亀太郎の妹・トリ子を抱いた。彼女の純粋さと魅力に惹かれた刈谷は、根吉の娘婿となって彼の穴掘りを手伝い、クラゲ島に骨を埋めようと決意する。
巨岩の始末も終わり、島の生活に取り込まれていった刈谷だが、会社からの帰京命令で島を去る。一方、東京の東光カンパニーがクラゲ島の観光開発を決定し、太家一帯は飛行場の用地として買収されることになった。豊年祭りの夜、竜はウマを抱いて腹上死したが、竜の妻・ウナリは嫉妬と恨みで家に火をつけ、根吉が夫を殺したと村人に告げる。根吉は、竜から解放されたウマを連れて島を脱出しようとした。しかし根吉は追手に殺され、ウマも小舟の帆柱に縛りつけられ見殺しにされた。
5年後、部長になった刈谷は妻と義母を連れて観光客でにぎわうクラゲ島にやってきた。観光列車に乗った刈谷は、刈谷を待ち焦がれたトリ子が、化身したといわれる岩・トリ子岩を眺める。一方、列車の運転手をしている亀太郎はトリ子の幻影を見るのだった。

## キャスト
太根吉
演 - 三國連太郎
主人公。島の掟を破る行為をする。
太亀太郎
演 - 河原崎長一郎
根吉の息子。島の古臭い因習から逃れたいと思っている。
刈谷
演 - 北村和夫
東京から来た測量技師。前任の島尻が音信不通だったため、事業継続を検討するために島にやって来る。
太トリ子
演 - 沖山秀子
亀太郎の妹。知的障害がある。
太ウマ
演 - 松井康子
根吉の妹で竜の妾。ノロという巫女に当たる役目を務めている。
竜立元
演 - 加藤嘉
クラゲ島の区長で製糖工場の工場長。
島尻
演 - 小松方正
刈谷の前任の測量技師。東京に妻子がいるにもかかわらず、島の女性と結婚している。
東夫人
演 - 細川ちか子
刈谷の会社の会長夫人。刈谷の義母でもある。
刈谷夫人
演 - 扇千景（特別出演）
刈谷の妻。東夫人の娘。
里徳里
演 - 浜村純
竜や根吉の戦友。戦地で負傷して下半身が麻痺している。いつも蛇皮線で島の創世紀を弾き語っている。
比嘉
演 - 殿山泰司
沖縄本島からの行商人。
麓金朝
演 - 水島晋
竜の部下で漁労長。5年後のクラゲ島の精糖工場長。
土持
演 - 石津康彦
山城
演 - 徳川清
村の青年
演 - 長谷川和彦
夜這いをする青年の一人。
竜ウナリ
演 - 原泉
竜立元の妻。毎日お祈りをしている。
里ウト
演 - 中村たつ
徳里の妻。5年後のクラゲ島でコカコーラを売っている。
太山盛
演 - 嵐寛寿郎
根吉の父。神に仕える太家の長。自分の娘と近親相姦をして根吉を産ませている。

## スタッフ
- 製作：山野井正則
- 演出：今村昌平
- 演出助手：藤田伝、岡本孝二、武重邦夫、黒島擴智
- 脚本：今村昌平、長谷部慶次
- 撮影：栃沢正夫
- 撮影助手：川本茂、岡本靖之、水野征樹
- 音楽：黛敏郎
- 美術：大村武
- 録音：紅谷愃一
- 録音助手：鈴木昭二、信岡実、井垣良浩
- 照明：岩木保夫
- 照明助手：木村定広、森下克朗、山田茂、伊藤明
- 編集：丹治睦夫
- 編集助手：岡安イ、中原淳巳
- スチール：土屋豊
- 美粧：高木茂
- 振付：関矢幸雄
- 総務：山野井正則、長谷川和彦、高野宏、山下稔
- タイトル：賀茂牛之